# 西村製作所 (スリッターメーカー)
株式会社西村製作所（にしむらせいさくしょ、英: NISHIMURA MFG. CO., LTD.）は、京都府京都市南区に本社を置く、スリッター（自動切断巻取機）メーカー。"NS SLITTER"とも呼称される。

## 概要
1946年（昭和21年）、京都市左京区吉田に、機械修理ならびに部品加工を行う西村製作所を創業。
1953年（昭和28年）、創業者の西村久雄がドイツ製のスリッター（自動巻取切断機）の修理を依頼されたことに始まり、国産スリッターの開発に着手。
1954年（昭和29年）、国産第1号のスリッターを製作納入。

## 沿革
- 1946年（昭和21年）- 創業。
- 1956年（昭和31年）- 京都市左京区高野清水町へ移転。
- 1957年（昭和32年）- 株式会社へ改組。
- 1961年（昭和36年）- 東京営業所を開設。
- 1965年（昭和40年）- 京都市南区上鳥羽南苗代町へ移転。（現所在地）
- 1970年（昭和45年）- 『45年度輸出貢献企業表彰』受賞。
- 1971年（昭和46年）- 『46年度輸出貢献企業表彰』受賞。
- 1985年（昭和58年）- 西村精工株式会社（子会社）を合併。宇治第1工場とする。
- 1998年（平成10年）- 宇治第２工場完成。
- 2002年（平成14年）- 『工場所有権制度活用優良企業表彰』受賞。
- 2002年（平成14年）- 『特許庁長官表彰』受賞。
- 2002年（平成14年）- 『京都中小企業技術大賞』受賞。
- 2004年（平成16年）- 『16年度 近畿地方発明表彰実施功績賞』受賞。
- 2010年（平成22年）- 『22年度 京都労働基準連合会長表彰』受賞。経済産業省近畿経済産業局『2010KANSAIモノ作り元気企業100社』に選出。
- 2018年（平成30年）- 経済産業省『地域未来牽引企業』に選出。
- 2021年（令和3年） - 滋賀県に栗東工場（ロール事業部）を操業。
- 2023年（令和5年） - 京都府に亀岡工場（組立工場）完成。
- 2025年（令和7年） - 『令和6年度 京都市輝く地域企業表彰 地域企業輝き賞』受賞。『これからの1000年を紡ぐ企業』に選出。

## 事業所
- 本社・工場 - 京都府京都市南区上鳥羽南苗代町21
- 東京支店 - 東京都台東区上野7丁目11番6号 上野中央ビル7階
- 宇治第1工場 - 京都府宇治市槙島町吹前107番地
- 宇治第2工場 - 京都府宇治市槙島町十一126番地
- 亀岡工場 - 京都府亀岡市篠町夕日丘4丁目4番地１
- 栗東工場 - 滋賀県栗東市小柿３丁目4番50号